# Огема (Вісконсин)
Огема (англ. Ogema) — місто (англ. town) в США, в окрузі Прайс штату Вісконсин. Населення — 727 осіб (2020).

## Демографія
Згідно з переписом 2010 року, у місті мешкало 713 осіб у 318 домогосподарствах у складі 197 родин. Було 564 помешкання
Расовий склад населення:
| - 96,6 % — білих - 0,7 % — чорних або афроамериканців - 0,4 % — корінних американців - 1,1 % — осіб інших рас |

До двох чи більше рас належало 1,1 %. Частка іспаномовних становила 3,1 % від усіх жителів.
За віковим діапазоном населення розподілялося таким чином: 21,6 % — особи молодші 18 років, 59,2 % — особи у віці 18—64 років, 19,2 % — особи у віці 65 років та старші. Медіана віку мешканця становила 46,8 року. На 100 осіб жіночої статі у місті припадало 105,5 чоловіків;  на 100 жінок у віці від 18 років та старших — 109,4 чоловіків також старших 18 років.
Середній дохід на одне домашнє господарство  становив 53 649 доларів США (медіана — 43 182), а середній дохід на одну сім'ю — 63 728 доларів (медіана — 49 886). Медіана доходів становила 42 583 долари для чоловіків та 29 792 долари для жінок. За межею бідності перебувало 13,9 % осіб, у тому числі 7,0 % дітей у віці до 18 років та 8,4 % осіб у віці 65 років та старших.
Цивільне працевлаштоване населення становило 363 особи. Основні галузі зайнятості: виробництво — 37,2 %, освіта, охорона здоров'я та соціальна допомога — 13,8 %, будівництво — 9,4 %, роздрібна торгівля — 9,1 %.